# 華禧控股
華禧控股有限公司，簡稱華禧控股（英語：HUAXI HOLDINGS COMPANY LIMITED，港交所：1689），在1992年，由鄭毅生（主席及首席執行官）和鄭敏生兄弟，於汕頭（總部）成立「汕頭經濟特區信達彩印有限公司」（「汕頭市信達彩印包裝材料有限公司」前身）。
業務在中國內地經營生產及銷售香煙相關包裝材料，以及功能食品。
股份在2013年12月6日於港交所主板上市，招股價為1.18至1.48港元之間，發行新股為75,000,000股，集資額為1.11億港元。
2014年12月2日，華禧控股旗下「信達（香港）投資貿易有限公司」和第三方「長源（中國）投資有限公司」，計劃於香港成立「華章投資有限公司」。
2014年12月29日，華禧控股合營公司「華章投資有限公司」，於上海成立「華章生物科技（上海）有限公司」手續完成。在成立後，「華章生物科技」委託浙江清華長三角研究院，開展糖尿病專用「藥食同源」功能稻麥品種研究、育秧技術、種植技術綜合研究及相關功能性產品的開發研究。此外，「華章投資」、黑龍江省黑河市人民政府以及浙江清華長三角研究院生物技術與醫藥研究所，合作建設黑河沿黑龍江功能食品經濟帶訂立框架協議。根據合約訂明，計劃適合建立用於高抗性澱粉的水稻及其它功能食品種植及生產基地，而基地主要用於生產出適宜糖尿病患者食用的功能食品。

## 連結
- Huaxihds.com.hk （页面存档备份，存于）